# Diplocephalus pavesii
Diplocephalus pavesii är en spindelart som beskrevs av Carlo Pesarini 1996. Diplocephalus pavesii ingår i släktet Diplocephalus och familjen täckvävarspindlar. Inga underarter finns listade i Catalogue of Life.